# هونا (کوکا)
هونا شهری در شهرستان کوکا در استان بانوا در بورکینافاسوی غربی است و جمعیت آن ۳٬۴۸۳ نفر است.